# 2653 Principia
A 2653 Principia (ideiglenes jelöléssel 1964 VP) a Naprendszer kisbolygóövében található aszteroida. Az Indianai Egyetem fedezte fel 1964. november 4-én.